# Versorgungslogistik
Die Versorgungslogistik plant und gestaltet die Prozesskette, die die Versorgung von Abnehmern mit den Produkten oder Waren eines Produzenten betrifft. Die Versorgung bündelt Aufgaben der Bereiche Einkauf, Beschaffungslogistik und Produktionslogistik und orientiert sich an der Optimierung des Gesamtprozesses.

## Begriffe
Versorgung
Der Begriff der Versorgung tritt früh in der wirtschaftswissenschaftlichen Literatur in Erscheinung. Von einigen Autoren werden die Begriffe Beschaffungslogistik und Versorgungslogistik synonym verwandt oder nur mit dem Wechsel des Blickwinkels vom Empfangenden zum Versorgenden (ein Dienstleister, ein Lieferant) erklärt oder Teilaspekte der Produktionsversorgung aus den Eingangslagern bis zur Produktion hinzugefügt. Versorgungslogistik muss jedoch in Anlehnung an Baumgarten/Darkow ganzheitlicher definiert werden.
Versorgungslogistik
Die Versorgungslogistik plant und gestaltet die Prozesskette „Versorgung“ und damit auch unter Einbezug externer Dienstleister und Lieferanten bis zur Bereitstellung und Übergabe an die Produktion. Die Versorgungsplanung hat einen Produktbezug und umfasst nicht die allgemeinen produktneutralen Logistikaktivitäten, sondern bezieht sich auf ein konkretes Planungsobjekt, wie beispielsweise ein Fahrzeug im Automobilbau.
Sie setzt gleichermaßen das Supply Chain Management in den der Produktion vorgelagerten Bereichen um. Sie ist die auf ein konkretes Planungsobjekt bezogene, integrierte prozessorientierte Planung und Steuerung der Waren-, Informations- und Geldflüsse entlang der gesamten Wertschöpfungskette bis zur bedarfsgerechten Übergabe an die Produktion.

## Aufgaben
Versorgungslogistik hat die Aufgabe, die art- und mengenmäßig, räumlich und zeitlich abgestimmte Versorgung der Produktionsprozesse mit den benötigten Produktionsfaktoren zur Herstellung eines bestimmten Produkts zu gewährleisten.
Die Aufgaben können in einen planerischen und einen steuernden/ausführenden Teil unterteilt werden. Die Versorgungsplanung ist ein Teilbereich der Logistikplanung. Sie findet erstmals in der Phase „Produktentstehung“ statt, ist produktspezifisch, bezieht sich auf die Versorgung von (Serien-)Teilen in der Auftragsabwicklungsphase zur Herstellung eines Produktes. Trotz ihres Produktbezugs, ist die Versorgungsplanung Teil der integrierten Logistikplanung im Unternehmen und umfasst auch Aspekte der werks- und unternehmensbezogenen Logistikplanung.
Als Kernaufgaben der Versorgungsplanung in der Serienfertigung können definiert werden:
Versorgungskettenplanung
Planung und Bewertung verschiedener logistischer Versorgungsketten ausgehend vom Bedarfsort (Verbrauchs- oder Anstellort des Materials an den Bedarfsorten) bis zurück zur Quelle des Materials (zumeist Lieferant). Der Umfang der Versorgungskettenplanung umfasst dabei den gesamten Einflussbereich des Herstellers und somit explizit auch die Beeinflussung der Prozesse beim Lieferanten (Logistikprozesse, Produktionsprozesse, Materialversorgungsprozesse).
Strukturplanung
Planung der internen sowie externen Logistikinfrastruktur (Lager- und Fördertechnik, Gebäudestrukturen etc.) sowie der Flächen im Produktionswerk. Planung der Integration neuer Produkte in bestehende Werke sowie eine teilefamilien- sowie produktübergreifende Kapazität und Engpassanalyse.
Transportplanung
Planung der internen und externen Transport- und Umschlagskonzepte sowie -prozesse von den Lieferanten zu den Abladestellen im Werk, von den Ladestellen über die Lager oder Pufferflächen zum Verbauort sowie der Rücktransport der Leergebinde oder Verpackungen.
Verpackungsplanung
Planung und Zuweisung einer optimalen Verpackung für jedes Teil für alle Abschnitte des Versorgungsprozesses vom Lieferanten bis zum Verbau sowie die rechtzeitige Beschaffung der Behälter und gegebenenfalls vorherige Konstruktion von Spezialbehältern.
Lieferantenmanagement
Auf Basis des Logistiklastenhefts werden die Lieferantenauswahlentscheidungen getroffen und in Folge die Entwicklung und Umsetzung des Supply-Chain-Prozesse unter Beteiligung der Lieferanten durchgeführt. Hierbei wird der Lieferant aktiv in den Planungsprozess mit einbezogen, für die zukünftige Serienbelieferung prozessual und informationstechnisch ertüchtigt und die Sicherstellung des Produktionsanlaufs gewährleistet.
Logistik-Controlling
Die übergreifende Investitions-, Kosten- und Leistungsplanung aus logistischer Sicht ist Aufgabe des Logistik-Controllings. Es stellt die notwendigen Berechnungsverfahren, Planungsprämissen und Kennzahlen zur Verfügung, um einen optimalen Produktentstehungs- und Produktherstellungsprozess zu gewährleisten. Hierbei werden Zielkostenverfahren (Logistics Target Costing), Logistikbudgetierung und Logistikkennzahlen sowie zumeist prozessorientierte Kostenrechnungsverfahren eingesetzt. Kernaufgaben sind die Bewertung von Zielkonflikten, die innerhalb der Planung und zwischen einzelnen Planungsdomänen auftreten, die Verfolgung von logistikrelevanten Kennzahlen im Rahmen der Planung und der Auftragsabwicklung wie Variantenvielfalt, Logistikzeiten, Frachtkosten, Behälterinvest oder projektrelevanter Kennzahlen wie Planungskapazitäten, Zeitplaneinhaltung, Planungsfortschritt etc.

### Unterstützende und Querschnittsaufgaben der Versorgungsplanung
Produktbezogene Logistikstrategie
Aus der Unternehmensstrategie abgeleitete Vorgaben, die strategisch im Produktprojekt aus logistischer Sicht teilweise auch standortbezogen bewertet und umgesetzt werden. Hieraus leiten sich Sollvorgaben, Prämissen und Ziele für einzelne Bereiche wie etwa Sourcing-Strategien, Lieferantenauswahlstrategien, Kostenstrategien, Eigenleistungstiefe, Modularisierungsgrad etc. ab.
Produktbeeinflussung und Variantenmanagement
Die logistikgerechte Produktgestaltung durch die Entwicklung ist eine wichtige Voraussetzung für einen effizienten Materialfluss und minimale Logistikkosten. Optimierungspotenziale liegen einerseits in den Bereichen Verpackung und Transportoptimierung, in der Parallelisierung von Bearbeitungs- und Logistikprozessen sowie in der Standardisierung und der Vermeidung von Varianten. Insbesondere hohe Variantenzahlen erhöhen die logistische Komplexität enorm. Daher ist das Variantenmanagement mit einer gezielten Variantenplanung, der Variantenvermeidung und -reduzierung sowie einem Varianten-Controlling, Querschnittsaufgabe in der Versorgungsplanung. Daher müssen Logistikforderungen im Produktprojekt formuliert und adressiert sowie Komplexitätsbetrachtung auf Basis des Vorgängermodells abgeleitet werden.
Datenmanagement
Konsistente Vorhaltung und anforderungsgerechte Bereitstellung von Planungs- und Logistikdaten (Produkte, Prozesse, Ressourcen, Planungsprämissen), die mit dem Arbeitsfortschritt aktualisiert und detailliert werden. Während des gesamten Planungsverlaufs ändert und detailliert sich die Datenbasis aufgrund der Planung aller betroffenen Bereiche wie Entwicklung, Einkauf, Fabrik-, Prozess- oder Logistikplanung, so dass einzelne Planungsschritte iterativ wiederholt sowie angepasst und im Änderungsmanagement erfasst werden müssen.
Wissensmanagement
Die Wissensrepräsentation, -kommunikation, -generierung sowie -nutzung von Planungswissen vorausgegangener Planungen sowie Erfahrungen des Vorgängermodells.
Projektmanagement
Planung, Steuerung und Kontrolle des Projekts aus Logistiksicht zur Sicherstellung der zeitlichen, finanziellen und inhaltlichen Zielsetzungen des Projektes. Dies bezieht sich sowohl auf die Versorgungsplanung selbst als auch die Vertretung der Logistik im Gesamtprojekt. Diese binden alle am Produktplanungs- und Produktentstehungsprozess Beteiligten, internen und externen Partner ein. Das Projekt-Controlling hat während des Projektes die Aufgabe, unterschiedliche Reifegrade im Hinblick auf die Projektziele und den Projektauftrag zu messen. Bezogen auf das Produkt ist dies der Produktreifegrad der die Leistungsmerkmale und Eigenschaften des Produktes widerspiegelt. Bezogen auf die Herstellung ist dies der Prozessreifegrad, der die termingerechte Erfüllung der Planungsaufgaben bis zum Serienstart misst. Hierzu werden herstellerspezifisch Meilensteine oder Quality Gates definiert. Dies ist ein im Produktentstehungsprozess vereinbarter Kontrollpunkt, an dem die zuvor vereinbarten Leistungen durch die benannten Lieferanten und Kunden gemeinsam gemessen und hinsichtlich ihrer Qualität und Vollständigkeit bewertet werden. Diese Messung erfolgt auf Gesamtprojektebene (Projektstatus) und auf Teilprojektebene. Der wirtschaftliche Reifegrad sowohl auf Produkt- als auch Prozessseite spiegelt die Zielerfüllung bezogen auf Herstellkosten sowie Beschaffungskosten wider.
IT- und Abrufsysteme
Aus logistischer Sicht sind einerseits Softwaresysteme für die Logistikplanung (s. o. Versorgungskettenplanung und Datenmanagement) sowie andererseits Lieferabrufsysteme, die die Abwicklung der Materialdisposition und Anlieferung zwischen Hersteller und Lieferanten unterstützen, relevant. Im Rahmen der Planung muss sichergestellt werden, dass die Generierung von Lieferabrufen, die Übermittlung von Bedarfen sowie die elektronische Übermittlung von Versand-, Transport- und Frachtdokumenten auf Hersteller- und Lieferantenseite reibungslos und fehlerfrei funktionieren. Die informatorische Ebene des Logistiknetzwerks ist Gegenstand der Informationslogistik, die eine ganzheitliche Planung, Gestaltung und Nutzung von unternehmensinternen und externen und somit schnittstellenübergreifenden Informationssystemen sicherstellt. Damit fällt der Versorgungsplanung lediglich die Definition grundsätzlicher Anforderungen aus Sicht der Versorgungsplanung an die Informationslogistik zu und keine konkrete Planungsaktivitäten. Die Entscheidung, welche Informations- und Kommunikations-Technologien oder Systeme eingesetzt werden und welche Daten in welcher Form wem zur Verfügung gestellt werden, sind unternehmensspezifische Entscheidungen, die nicht der Produktentstehungsphase zugeordnet sind.
An- und Auslaufplanung
Planung der Integration des neuen Produkts in die Produktion. Bei überlappender Produktion dedizierte Planung bezüglich der Behälter, der eingesetzten Transportmittel, der Flächen, der Prozessabläufe etc.
Sonderaufgaben
Neben der Versorgung der Serienproduktion müssen oftmals von der Versorgungsplanung auch Sonderabläufe für Exoten, Individualteile etc. im Rahmen von Sonderaufgaben geplant werden. Diese Aufgaben sind jedoch stark unternehmensindividuell definiert.